# Ivã da Rússia (filho de Ivã IV)
Ivã Ivanovich (Ива́н Иванович, 28 de março de 1554 — 19 de novembro de 1581) da dinastia Rurik, foi o herdeiro aparente do trono da Rússia, sendo o segundo filho de Ivã, o Terrível e Anastasia Romanovna, e o irmão mais velho de Teodoro I. Ivã Ivanovich foi morto pelo próprio pai, Ivã, o Terrível.

## História
O jovem Ivã era, aparentemente, tão cruel quanto seu pai, tendo acompanhado-o durante o massacre de Novgorod aos 15 anos. Durante cinco semanas ininterruptas, ele e seu pai assistiram a depredação dos oprichniks com entusiasmo, ao mesmo tempo em que recolhiam-se à igreja para rezar.
O jovem Ivã salvou a vida de seu pai durante uma tentativa de assassinato. Um prisioneiro livoniano chamado Bykovski chegou a erguer uma espada em direção a Ivã, mas o jovem Ivã conseguiu esfaquear Bykovski a tempo.
Em 1566, sugeriu-se que o jovem Ivã casasse com Virginia Eriksdotter, filha do rei Érico XIV da Suécia, o que acabou não ocorrendo. Aos 17 anos de idade, ele uniu-se a Eudoxia Saburova, uma das doze pretendentes rejeitadas por seu pai. Por ser estéril, o velho Ivã acabou banindo-a para um convento. Ele depois casou-se com Praskovia Solova, mas seu pai a mandou embora pelo mesmo motivo.
Aos 27 anos de idade, o jovem Ivã já era tão culto quanto seu pai, e em seu tempo livre escreveu uma biografia do monge ortodoxo Antônio de Siya. Seus impulsos sádicos, entretanto, perduraram, e ele frequentemente assistia às torturas dos prisioneiros com seu pai, com quem também trocava amantes. Sua terceira esposa foi Yelena Sheremeteva, que finalmente engravidou em outubro de 1581.

### Morte
O relacionamento do jovem Ivã com seu pai começou a se deteriorar durante os últimos estágios da Guerra da Livônia. Com raiva por seu pai ter assinado a Paz de Jam Zapolski, o jovem Ivã deu ordem a algumas tropas para que libertassem a cidade de Pskov. A relação com o pai piorou quando, em 15 de novembro, o czar viu a esposa do filho andando pelo palácio, grávida, em trajes informais — o velho Ivã então gritou e bateu na mulher, que acabou por sofrer um aborto espontâneo.
Ao ouvir os gritos da esposa, o jovem Ivã correu em seu socorro, gritando raivosamente com seu pai:
| “ | Mandaste minha primeira esposa para o convento sem teres motivo, fizeste o mesmo com minha segunda esposa, e agora bates na terceira, matando o filho que ela carrega no ventre! | ” |

Ao confrontar o pai, este relembrou o caso da liberação de Pskov, acusando o filho de insubordinação e incitação à rebelião. As acusações foram negadas pelo jovem Ivã que, entretanto, continuou a defender a libertação de Pskov. Num acesso de raiva, o velho Ivã golpeou a cabeça do filho com seu cetro. O então boiardo Boris Godunov, que a tudo assistia, tentou intervir, mas também apanhou do czar. O jovem Ivã caiu quase inconsciente e com um grande sangramento na lateral da cabeça. Ao ver a cena, seu pai imediatamente jogou-se sobre seu filho, beijou sua face e, enquanto tentava estancar o sangramento, chorou:
| “ | Maldito seja eu! Matei meu filho, matei meu filho! | ” |

O jovem Ivã ainda recobrou a consciência por alguns instantes e disse:
| “ | Morro como um devotado filho e humilde servo. | ” |

Durante os quatro dias seguintes, o velho Ivã rezou incessantemente por um milagre, que não aconteceu. Ivã Ivanovich morreu em 19 de novembro de 1581, deixando seu pai em profundo remorso, que carregou para o resto da vida.